# Nothaphoebe falcata
Nothaphoebe falcata är en lagerväxtart som beskrevs av Carl Ludwig von Blume. Nothaphoebe falcata ingår i släktet Nothaphoebe och familjen lagerväxter. Inga underarter finns listade i Catalogue of Life.